# WOI-FM
Koordinaten: 41° 48′ 33″ N, 93° 36′ 53″ W
WOI-FM ist ein US-amerikanischer Radiosender aus Ames in Iowa. Die Station versorgt Greater Ames und die Metropolregion Des Moines mit dem Programm des Iowa Public Radio (IPR). WOI-FM ist für 100 kW auf UKW  90.1 MHz lizenziert. Der Sender gehört wie die AM-Schwesterstation WOI der Iowa State University. Die Station ist das Flaggschiff von IPR's „News and Studio One“.
WOI-FM ging am 1. Dezember 1949 als eine der ersten UKW-Stationen der USA auf Sendung. Seit den 1960er Jahren überträgt es ein eigenes Programm und übernimmt nicht mehr die Inhalte von WOI.